# 森岡紘一朗
森岡 紘一朗（もりおか こういちろう、1985年4月2日 - ）は、日本の競歩選手、競歩コーチ。ユニバーシアードの20km競歩で2005年、2007年の2大会連続で銅メダル。2006年アジア競技大会20km競歩銅メダル。2008年北京オリンピックの20km競歩に出場。広州アジア大会50km競歩で3時間47分41秒のタイムで銅メダル。日本選手権の20km競歩で2010年、2011年に優勝。現在はコーチ。富士通所属。

## 経歴
長崎県諫早市出身。長崎県立諫早高等学校卒業、順天堂大学卒業。もとは長距離ランナーだったが、高校2年のとき競歩に転向。2003年、地元の長崎で行われた長崎ゆめ総体5000m競歩決勝でトップでフィニッシュしたが、歩型違反により失格となった。同年のNEW!!わかふじ国体では、少年A5000m競歩で優勝を果たしている。
順天堂大学に進学後、2005年8月の世界陸上ヘルシンキ大会と2007年8月の世界陸上大阪大会には、それぞれ20km競歩で出場。ユニバーシアードでは2005年、2007年の2大会連続で銅メダルを獲得（いずれも20km競歩）した。2006年には、アジア大会で20km競歩の銅メダルを獲得した。
2008年に、富士通に入社し、同年の北京オリンピックの20km競歩に出場し、16位だった。10月、全日本50km競歩高畠大会で、50km競歩に初めて出場し、世界陸上ベルリン大会の標準記録Aを破った。
2009年1月の日本選手権20km競歩で優勝。また4月の日本選手権50km競歩で山崎勇喜に次ぐ2位に入ったことで、2009年8月の世界陸上ベルリン大会では、20kmと50kmの2種目に出場した。2010年には、広州アジア大会の50km競歩に出場し、3時間47分41秒で3位に入り銅メダルを獲得した。
2011年2月の日本選手権20Km競歩は鈴木雄介に敗れ2位だったが、2011年4月の日本選手権50km競歩で自己ベスト記録の3時間44分45秒で初優勝する。2011年9月の世界陸上大邱大会の50Km競歩では、中間点では15位の通過だったが後半に入り順位を徐々に上げ結果3時間46分21秒の記録で日本人トップの6位入賞を果たした。これにより、翌2012年ロンドンオリンピックの代表に内定し、本大会では50km競歩で7位入賞を果たした。
2021年5月15日に行われた第63回 東日本実業団陸上競技選手権大会の男子5000mWを最後に現役を引退。引退後はコーチに就任。

## 主な成績
- 2004年　世界ジュニア選手権：10000 mW　6位
- 2005年　世界選手権：20kmW　29位
- 2005年　ユニバーシアード：20kmW　3位
- 2006年　アジア大会：20kmW　3位
- 2007年　ユニバーシアード：20kmW　3位
- 2007年　世界選手権：20kmW　11位
- 2008年　北京オリンピック：20kmW　16位
- 2009年　世界選手権：20kmW　11位
- 2009年　世界選手権：50kmW　18位
- 2010年　日本選手権：20kmW　優勝
- 2010年　アジア大会：50kmW　3位
- 2011年　日本選手権：50kmW　優勝
- 2011年　世界選手権：50kmW　6位
- 2012年　ロンドンオリンピック：50kmW　7位